# Distretto elettorale di Ohangwena
Il distretto elettorale di Ohangwena è un distretto elettorale della Namibia situato nella Regione di Ohangwena con 17.468 abitanti al censimento del 2011. Il capoluogo è la città di Ohangwena.